# 簡易公判手続
簡易公判手続（かんいこうはんてつづき）とは、被告人が冒頭手続に際して起訴状に記載された訴因について有罪である旨を陳述したときに、裁判所が決定により利用することができる手続きを指す（刑事訴訟法291条の2）。犯罪の成否に争いがなく主として量刑が問題となる比較的軽微な事件について合理化を図るため、証拠調べ手続等を簡略化する手続きである。

## 手続の開始
略式手続や即決裁判手続と異なり、検察官が公訴提起と同時に請求または申立てをすることを要しない。
被告人が起訴状記載の訴因について有罪である旨を陳述した場合に、裁判所が職権で簡易公判手続によって審判する旨を決定することができる（ただし、死刑又は無期若しくは短期1年以上の懲役若しくは禁錮に当たる事件を除く）。
ただし、決定に際して検察官、被告人及び弁護人の意見を聴くことを要する（法291条の2、刑事訴訟規則197条の2）。

## 手続の内容
検察官、被告人又は弁護人が証拠とすることに異議を述べたものを除いて伝聞法則の適用がない（法320条2項）。
ただし、自白については補強証拠が必要である（319条参照）。
また、証拠調べの手続きについて、公判期日において、適当と認める方法で行うことができる（法307条の2）。
具体的には、冒頭陳述を行う必要がなく、証拠調べの範囲・順序・方法の予定とその変更、一定の証拠に関する証拠調べ請求の義務や証拠調べの順序に関する制限もない。

## 手続の取消
裁判所は、簡易公判手続による決定を行った場合でも、事件が簡易公判手続によることができない場合やこの手続きによることが相当でないものであると認めるときは、その決定を取り消さなければならない（291条の3）。